# Стара Врхника
Стара Врхника (словен. Stara Vrhnika) — поселення в общині Врхника, Осреднєсловенський регіон, Словенія. 
Висота над рівнем моря: 322,5 м.